# Gian García
Gian Carlo del Piero García Bernaola (Tacna, Perú, 15 de octubre de 2005) es un futbolista peruano. Juega como mediocentro ofensivo y su equipo actual es Foot Ball Club Melgar de la Liga 1 de Perú.

## Trayectoria

### FBC Melgar
Nacido en la ciudad de Tacna, llegaría en 2018 a las menores del Foot Ball Club Melgar mediante unas visorias que realizaba el cuadro arequipeño en otras regiones del país, jugando en su primer año para la categoría sub-13.
En el año 2023, sería parte del equipo de reservas en el Torneo de Promoción y Reserva, donde a lo largo del año anotaría cinco goles y lograrían alcanzar las semifinales del torneo. El día 5 de agosto de 2023, firmaría su primer contrato profesional junto a otros cuatro compañeros de reserva. El día 25 de agosto, bajo el mando de Mariano Soso, sería el único de los jugadores recién profesionales que se incorporaría al plantel del primer equipo. Sin embargo, no llegó a ser considerado para ningún partido.
De cara a la temporada 2024, fue considerado por el nuevo entrenador Pablo de Muner y viajaría junto al primer equipo en una gira de pretemporada en Argentina. Tendría acción en los tres amistosos que jugó Melgar, siendo en el segundo amistoso ante Independiente donde anotaría el tercer gol de la victoria 3-1 sobre el rojo. Fue presentado en La Tarde Rojinegra, donde de igual manera tendría minutos en el partido de presentación ante Bolívar. El día 26 de enero, debutaría profesionalmente al ingresar en el minuto 90+2, en la derrota de local 2-3 ante Cusco FC. Su siguiente partido sería su debut a nivel internacional, siendo el día 7 de febrero, en la derrota de visita 1-0 ante Aurora de Bolivia, al ingresar en el minuto 73.

## Selección nacional
Sería convocado por primera vez para la selección peruana sub-20 el día 8 de marzo de 2024, como parte del primer microciclo de 2024 con miras al Campeonato Sudamericano Sub-20 de 2025. El día 7 de mayo disputó su primer partido amistoso, siendo titular en la victoria 3-2 ante la sub-20 de Costa Rica.

## Estadísticas

### Clubes
| Club | Div.          | Temporada     | Liga  | Liga  | Liga   | Copas nacionales(1) | Copas nacionales(1) | Copas nacionales(1) | Copas internacionales(2) | Copas internacionales(2) | Copas internacionales(2) | Total | Total | Total  |
| Club | Div.          | Temporada     | Part. | Goles | Asist. | Part.               | Goles               | Asist.              | Part.                    | Goles                    | Asist.                   | Part. | Goles | Asist. |
| --- | ------------- | ------------- | ----- | ----- | ------ | ------------------- | ------------------- | ------------------- | ------------------------ | ------------------------ | ------------------------ | ----- | ----- | ------ |
| F. B. C. Melgar · Perú                                                                                  | 1.ª           | 2024          | 2     | 0     | 0      | —                   | —                   | —                   | 1                        | 0                        | 0                        | 3     | 0     | 0      |
| F. B. C. Melgar · Perú                                                                                  | 1.ª           | 2025          | 4     | 0     | 0      | —                   | —                   | —                   | 2                        | 0                        | 0                        | 6     | 0     | 0      |
| F. B. C. Melgar · Perú                                                                                  | Total club    | Total club    | 6     | 0     | 0      | 0                   | 0                   | 0                   | 3                        | 0                        | 0                        | 9     | 0     | 0      |
| F. B. C. Melgar "B" · Perú                                                                              | 3.ª           | 2025          | 1     | 0     | 0      | —                   | —                   | —                   | —                        | —                        | —                        | 1     | 0     | 0      |
| F. B. C. Melgar "B" · Perú                                                                              | Total club    | Total club    | 1     | 0     | 0      | 0                   | 0                   | 0                   | 0                        | 0                        | 0                        | 1     | 0     | 0      |
| Total carrera                                                                                           | Total carrera | Total carrera | 7     | 0     | 0      | 0                   | 0                   | 0                   | 3                        | 0                        | 0                        | 10    | 0     | 0      |
| (1)Incluye datos de . (2)Incluye datos de la Copa Libertadores (2024, 2025) y Copa Sudamericana (2025). |               |               |       |       |        |                     |                     |                     |                          |                          |                          |       |       |        |

### Selecciones
| Selección     | Temporada     | Amistosos(1) | Amistosos(1) | Amistosos(1) | Sudamérica | Sudamérica | Sudamérica | Mundial | Mundial | Mundial | Total | Total | Total  |
| Selección     | Temporada     | Part.        | Goles        | Asist.       | Part.      | Goles      | Asist.     | Part.   | Goles   | Asist.  | Part. | Goles | Asist. |
| ------------- | ------------- | ------------ | ------------ | ------------ | ---------- | ---------- | ---------- | ------- | ------- | ------- | ----- | ----- | ------ |
| Sub-20 · Perú | 2024          | 4            | 0            | 0            | —          | —          | —          | —       | —       | —       | 4     | 0     | 0      |
| Sub-20 · Perú | Total         | 4            | 0            | 0            | 0          | 0          | 0          | 0       | 0       | 0       | 4     | 0     | 0      |
| Total carrera | Total carrera | 4            | 0            | 0            | 0          | 0          | 0          | 0       | 0       | 0       | 4     | 0     | 0      |